# Диконешти (Арђеш)
Диконешти (рум. Diconești) насеље је у Румунији у округу Арђеш у општини Уда. Oпштина се налази на надморској висини од 388 m.

## Становништво
Према подацима из 2002. године у насељу је живело 49 становника, од којих су сви румунске националности.